# گونگدئوکسان
گونگدئوکسان (به لاتین: Gongdeoksan) یک کوه در کره جنوبی است که در Gyeongsangbuk-do, South Korea واقع شده‌است. گونگدئوکسان ۹۱۳ متر بالاتر از سطح دریا واقع شده‌است.